# LMK
LMK (Löffler, Menke & Koch) was een zelfstandig warenhuis in Eutin in Oost-Holstein.Het warenhuis werd opgericht door Johannes Jodokus Löffler, Johann Menke en Christian Koch, die afkomstig waren uit het dorp Silbach in het Sauerland.
In 1813 openden zij in de "Alten Grenze" in de Riemannstrasse een vestiging in Eutin om in staalproducten te handelen in grote delen van Duitsland. Het succes kwam met de handel in zeisen. Het bedrijf verhuisde naar de Lübecker Strasse 15 en de Königstrasse 1. 
De onderneming was in eerste instantie alleen als porstorderbedrijf actief, totdat er in 1906 in de Peterstrasse 20 een eerste kleine winkel werd geopend, waar textiel en staalwaren verkocht werden. Het werd al snel een zakelijk succes, waarna werd uitgebreid met twee verkoopverdiepingen en een aanbouw van drie verdiepingen. In de periode daarna volgde een neergang door de oorlogen en de inflatieperiode. In de Tweede Wereldoorlog kwam het postorderbedrijf tot stilstand en moest het warenhuis vrijgemaakt worden voor de oorlogsindustrie.
In 1929 was LMK de grootste textielwinkel in de regio Eutin. De winkel werd steeds vergroot en uitgebouwd om in de steeds veranderende behoeften van de klanten te voorzien, waarna werd uitgebreid met twee verkoopverdiepingen en een aanbouw van drie verdiepingen. Na de oorlog ging het weer bergopwaarts.    
In 1959 stierf Walter Koch als laatste vertegenwoordiger van zijn familie. Begin jaren tachtig van de vorige eeuw trad Harald Löffler uit het bedrijf, waarmee alleen de familie Menke nog overbleef. De naam LMK bleef en kreeg later de toevoeging Einkaufswelt. In 1967 werden een aantal panden aan de Peterstrasse afgebroken en door nieuwbouw vervangen. Het nieuwe pand had als eerste in Eutin roltrappen en airconditioning.      
In de loop der jaren werd er diverse keren verbouwd, totdat men in 1997 een oppervlakte van 10.000m², waarvan 7.000m² verkoopoppervlakte bereikt had. Het warenhuis verhuurde vloeroppervlakte aan andere winkels en dienstverleners.     
In mei 2020 werd bekend dat het warenhuis eind 2020 zijn deuren definitief zou sluiten.